# Madison (Dakota Południowa)
Madison – miasto w Stanach Zjednoczonych, w stanie Dakota Południowa, siedziba administracyjna hrabstwa Lake.